# Quo warranto
Quo warranto (dal Latino medievale per "con quale diritto?") è un writ "prerogativo" (diritto esclusivo dell'Autorità) diretto nei confronti di una persona citandola a comparire davanti ad un giudice, al fine di richiedere alla persona a cui è diretto di dimostrare quale autorità ha per esercitare alcuni diritti o poteri che sostiene di detenere.

## Storia
Il Quo warranto ha le sue origini nel tentativo di Re Edoardo I d'Inghilterra di censire e recuperare le terre reali, diritti, e rendite fondiarie in Inghilterra, in particolare quelli persi durante il regno di suo padre, Re Enrico III d'Inghilterra. Dal 1278 al 1294, Re Edoardo ha inviato giudici in tutto il Regno d'Inghilterra per indagare e chiedere “con quale diritto” i signori feudali inglesi detenessero le loro terre ed esercitassero le loro giurisdizioni (spesso il diritto di tenere una Corte e raccogliere i relativi profitti).
Inizialmente, i giudici hanno chiesto la prova scritta in forma di atti, ma la resistenza e la natura non registrata di molti diritti ha costretto Re Edoardo ad accettare tali concessioni pacificamente esercitati dal 1189.
Più tardi, Quo warranto ha funzionato come un ordine del Tribunale (o writ - "citazione") per dimostrare la prova dell'autorità; per esempio, chiedendo che qualcuno che agisce come lo Sceriffo di dimostrare che il Re lo aveva in realtà nominato a quell'ufficio (letteralmente, "per quale mandato sei lo sceriffo?").
L'esempio storico più famoso di quo warranto è stata l'azione intrapresa contro la Corporazione della Città di Londra da Carlo II nel 1683. 
La "Corte del Re" ha giudicato gli atti e i diritti della città di Londra per essere confiscati a favore della Corona anche se questa sentenza è stata invertita da Londra, dal "London, Quo Warranto Judgment Reversed Act 1689" poco dopo la Gloriosa Rivoluzione.

## "Quo warranto" oggi
Negli Stati Uniti al giorno d'oggi, il quo warranto di solito sorge in una causa civile (Civil law della Common law) dove l'Attore rivendica (e quindi fa una "causa di azione" invece di una citazione o writ) se qualche funzionario governativo o aziendale non è stato validamente eletto a tale carica o ufficio ed erroneamente esercita i poteri o al di là (o ultra vires o eccesso di potere) di quelli autorizzati per legge o dallo statuto della società.
In alcune giurisdizioni autonome che hanno promulgato statuti giurisdizionali (judicial review), come ad esempio nel Queensland (Australia), il "writ prerogativo" del quo warranto è stato abolito.